# 허드슨 로
허드슨 로 경, GCMG(Sir Hudson Lowe, 1769년 7월 28일 ~ 1844년 1월 10일)은 아일랜드계 영국의 군사지휘관으로서 나폴레옹이 유배되었던 세인트헬레나섬의 총독으로 잘 알려져있다.

## 생애 초반
허드슨 로는 군의관으로 군대에 입문했다.

## 나폴레옹
허드슨 로가 세인트헬레나 총독의 여름 관사인 플랜테이션 하우스에 도착했을 때, 그는 나폴레옹을 그 섬으로 호송하는데 책임과, 신임 총독인 자신이 도착할 때까지 그의 신변을 맡은 조지 콕번 경과 나폴레옹의 사이가 좋지 않음을 알게 되었다. 나폴레옹과 로 역시도 사이가 나빠서, 겨우 6번 만났을 뿐이다.
미국에서 보나파르트 주의자들이 구조대를 계획하고 있다는 소식은 1816년 10월에 엄중한 통제 강화로 이어졌다. 

## 나폴레옹 사망 이후
허드슨 로는 나폴레옹이 사망하자 세인트헬레나 총독에서 물러나고 여러 부대의 연대장을 전전했다.